# Tzompantepec
Tzompantepec (en Nahuatl : tzontli, pantli, tepec, crâne, drapeau, endroit : « Endroit pour garder les crânes ») est l'une des 60 municipalités qui composent l'état mexicain de Tlaxcala. Elle a été fondée en 1822 et son chef-lieu la ville de Tzompantepec.